# Reino, Kampanien
Reino är en ort och kommun i provinsen Benevento i regionen Kampanien i Italien. Kommunen hade 1 152 invånare (2017) och gränsar till kommunerna Circello, Colle Sannita, Fragneto l'Abate, Pesco Sannita och San Marco dei Cavoti.